# Jane Collymore
Jane Elizabeth Collymore (Los Angeles, 30 settembre 1984) è un'ex pallavolista statunitense.
Giocava nel ruolo di schiacciatrice.

## Carriera
La carriera di Jane Collymore, sorella maggiore della pallavolista Jill Collymore, inizia nel 2002 con la squadra della sua università, la University of Florida. Gioca per la sua università fino al 2005, disputando la finale della NCAA Division I del 2003, persa contro la University of Southern California. Sempre nel 2005 viene convocata per la prima volta nella nazionale statunitense, partecipando prevalentemente a tornei minori fino al 2006.
Dopo aver terminato l'università, inizia la carriera da cantante, mettendo da parte la pallavolo, salvo una apparizione in Porto Rico con le Divas de Aguadilla. Nella stagione 2009, torna a giocare a pallavolo, prendendo parte al campionato portoricano prima con la maglia delle Valencianas de Juncos, poi con quella delle Caribes de San Sebastian. Sempre nel 2009 fa ritorno per l'ultima volta in nazionale, vincendo la medaglia d'argento alla Final Four Cup.
Nel 2010 torna a dedicarsi esclusivamente alla sua produzione musicale. Nella stagione 2011 torna nuovamente a giocare nel campionato portoricano prima per le Gigantes de Carolina, tuttavia senza concludere la stagione.

## Palmarès

### Nazionale (competizioni minori)
- Final Four Cup 2009

### Premi individuali
- 2004 - All-America Third Team
- 2005 - All-America First Team